# Santa Maria Assunta (Gandino)

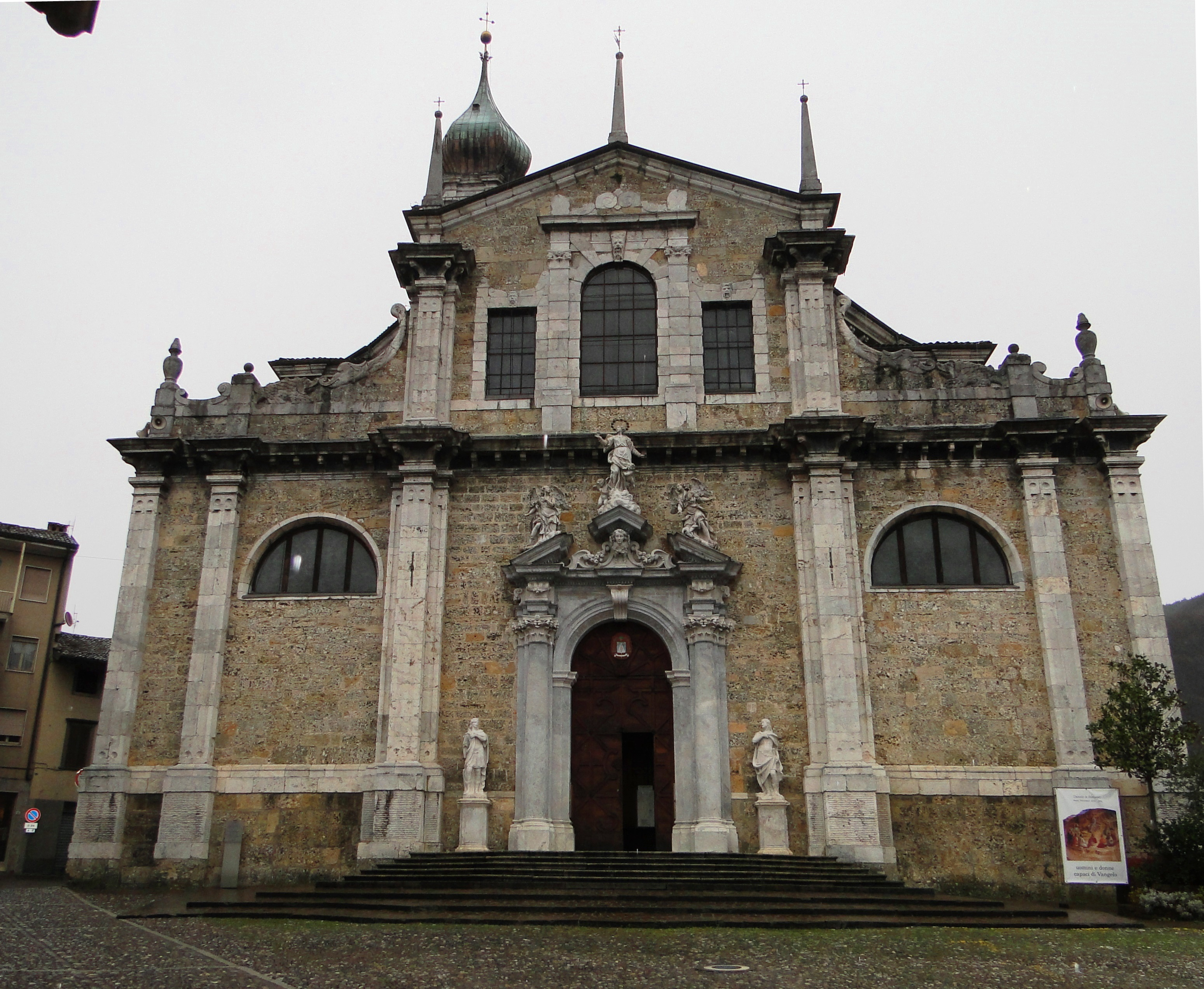
Basilika Santa Maria Assunta

Die Basilika Santa Maria Assunta ist eine Kirche auf dem zentralen Platz der italienischen Gemeinde Gandino in der Provinz Bergamo, Lombardei. Die Kirche des Bistums Bergamo mit der Anrufung Mariä Aufnahme in den Himmel wurde 1911 durch Papst Pius XI. in den Rang einer Basilica minor erhoben. Die barocke Kirche zeigt Stilelemente aus der Region Venetien, der mitteleuropäischen Region mit der Zwiebelkuppel des Glockenturms und der Lombardei.

## Geschichte
Die früheste Erwähnung einer Vorgängerkirche stammt von 1181. Diese wurde 1421 durch einen ersten Bauabschnitt der heutigen Kirche ersetzt, der 1469 mit einem zweiten Kirchenschiff nach Süden erweitert wurde. Anfang des 17. Jahrhunderts erhielt die Kirche ein weiteres Seitenschiff auf der Nordseite und wurde unter Leitung von Paolo Micheli aus Gandini verlängert. Die Arbeiten begannen 1623 und konnten nach einer Verlangsamung des Baus durch die Pestwelle von 1630  mit dem Bau der großen Kuppel von Giovan Maria Bettera 1640 abgeschlossen werden. Die Basilika wurde am 13. September 1654 vom aus Gandino stammenden Bischof von Parma, Carlo Nembrini, als Santa Maria Assunta geweiht.

## Beschreibung
Die Fassade aus lokalem Stein mit warmer Intensität fasst die Kirchenschiffe der verschiedenen Jahrhunderte zusammen. Sie ist durch Pilaster in drei Körper geteilt. Vor dem Eingang erhebt sich ein Portal der Venezianer Domenico Rossi und Antonio Cavalleri mit Figurenschmuck. Die Statuen zoomorpher Figuren wurden von Paolo Callolo und Paolo Groppelli in Rovinj-Stein ausgeführt. Der 74 Meter hohe Glockenturm ist der höchste Glockenturm im Seriotal und schließt mit einer Zwiebelkuppel mitteleuropäischer Herkunft ab, ihr 13 Meter hoher Kupferhelm wurde vom Bozener Künstler Francesco Shgraffer und dem Trentiner Paolo Sterzl geschaffen. Der Glockenturm trägt ein Geläut aus 10 Glocken aus den Jahren 1706 bis 1822.

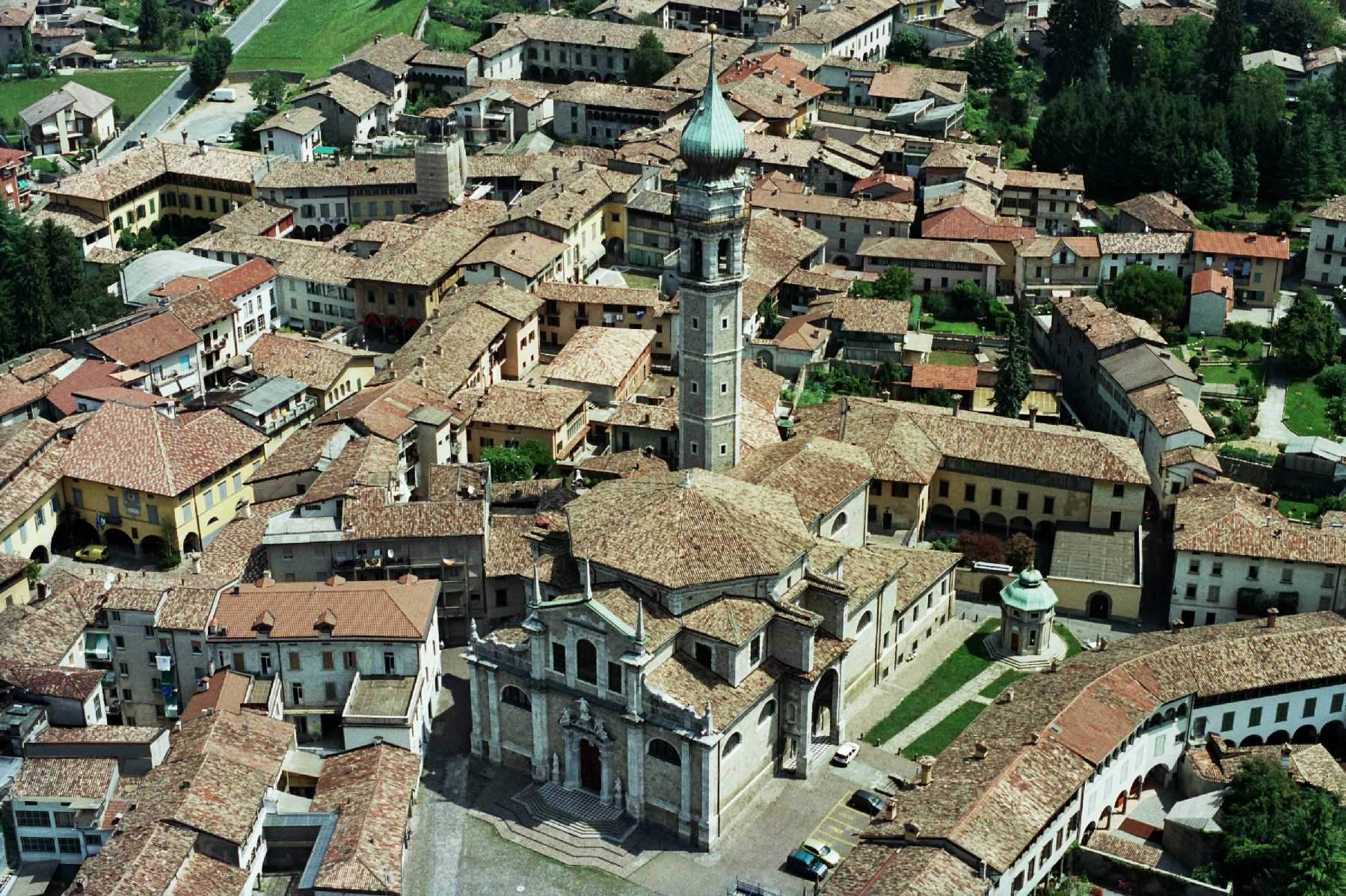
Die Basilika von oben gesehen.

Der Innenraum hat drei Schiffe und es gibt zahlreiche bedeutende Kunstwerke. Die Fresken der flachen achteckigen Kuppel stammen von Giovanni Battista Lambranzi und zeigen Christus und die Heiligen Petrus, Jakobus den Älteren und Bartolomeus an den vier Kardinalpunkten. Die Tonnengewölbe des Chors wurden von Ottaviano Viviani mit Fresken gestaltet. An den Altären der Schutzheiligen und des Heiligen Petrus befindet sich der Bildzyklus von Giacomo Ceruti, während an den Seiten die Gemälde von Simone Cantarini (Krönung der Jungfrau), Domenico Carpinoni, Vincenzo Dandini und Bernardo Luca Sanz zu sehen sind, weitere Gemälde stammen von Gian Giacomo Barbello und Gian Cristoforo Storer.
Weitere bedeutende Teile der Kirchenausstattung sind die Beichtstühle von Giovan Battista Caniana mit den Karyatiden von Andrea Fantoni. Die Basilika beherbergt eine imposante Barockorgel, die 1858 von Adeodato Bossi Urbani installiert wurde. Die Skulpturen stammen von Carra, Marengo und Schmeidel.

## Museum
Angrenzend an die Basilika befindet sich ein Museum, in dem zahlreiche Kunstwerke und sakrale Gegenstände gesammelt werden. Es wurde 1929 eingeweiht, 1963 renoviert und erweitert. Der erste Bereich zeigt Sakralkunst mit Gewändern, Wandteppiche des belgischen Künstler Frans Guebels und viele Gemälde, unter anderem von Antonio Balestra und Sebastiano Ricci. Die anderen beiden Bereiche zeigen eine Krippensammlung mit etwa 280 Exemplaren und die Geschichte der Textilwirtschaft von Gandino.